# Perfect Remedy
Perfect Remedy — дев'ятнадцятий студійний альбом британського рок-гурту Status Quo, який був випущений 27 листопада 1989 року.

## Список композицій
1. Little Dreamer — 4:04
2. Not At All — 2:54
3. Heart On Hold — 3:36
4. Perfect Remedy — 4:36
5. Address Book — 3:37
6. The Power Of Rock — 6:04
7. The Way I Am — 3:35
8. Tommy's In Love — 3:01
9. Man Overboard — 4:29
10. Going Down For The First Time — 4:00
11. Throw Her A Line — 3:34
12. 1000 Years — 3:31

## Учасники запису
- Френсіс Россі — вокал, гітара
- Рік Парфітт — вокал, гітара
- Джон Едвардс — бас-гітара
- Джефф Річ — ударні
- Енді Боун — клавішні

## Чарти
| Чарт (1988)                                  | Найвища позиція |
| -------------------------------------------- | --------------- |
| Швеція Swedish Albums (Sverigetopplistan)    | 40              |
| Швейцарія Swiss Albums (Schweizer Hitparade) | 26              |
| Велика Британія UK Albums (OCC)              | 49              |

| Чарт (2020)                     | Найвища позиція |
| ------------------------------- | --------------- |
| Шотландія Scottish Albums (OCC) | 67              |

## Сертифікації
| Регіон                                             | Сертифікація | Продажі |
| -------------------------------------------------- | ------------ | ------- |
| Велика Британія (BPI)                              | Срібний      | 60 000^ |
| ^відвантаження, що базуються лише на сертифікаціях |              |         |